# Ob (město)
Ob (rusky Обь) je město v Novosibirské oblasti v Ruské federaci. Při sčítání lidu v roce 2010 měl přes pětadvacet tisíc obyvatel.

## Poloha
Ob leží na jihovýchodě Západosibiřské roviny. Od Novosibirsku, správního střediska oblasti, je vzdálen přibližně patnáct kilometrů západně. Neleží na řece Ob, podle které je pojmenován.

## Dějiny
Ob původně vznikl v roce 1850 jako stanice Tolmačovo na Transsibiřské magistrále – jméno bylo shodné s nedalekou vesnicí Tolmačovo (Толмачёво). V roce 1934 byl přejmenován na Ob, v roce 1967 se stal sídlem městského typu a v roce 1969 městem.